# 1,4-Cyclohexandion
1,4-Cyclohexandion ist eine chemische Verbindung und neben 1,2-Cyclohexandion und 1,3-Cyclohexandion eines der drei möglichen Cyclanhexandione.

## Vorkommen
1,4-Cyclohexandion kommt in Tabakrauch vor.

## Gewinnung und Darstellung
1,4-Cyclohexandion kann in zwei Schritten aus Diestern der Bernsteinsäure hergestellt werden. Beispielsweise kondensiert der Diethylester unter basischen Bedingungen zu 2,5-Dicarbethoxy-1,4-cyclohexandion. Dieses Zwischenprodukt kann hydrolysiert und decarboxyliert werden, um das gewünschte Dion zu erhalten.

## Eigenschaften
1,4-Cyclohexandion ist ein hellgelber geruchloser Feststoff, der löslich in Wasser, Methanol und Ethanol ist. Er zersetzt sich bei Temperaturen über 190 °C.

## Verwendung
1,4-Cyclohexandion wird bei der Herstellung von 1,4-Benzochinon und Organobromverbindung verwendet. Es spielt eine wichtige Rolle zur Synthese von Arzneistoffen und anderen chemischen Verbindungen.

## Externe Links zu erwähnten Verbindungen
1. ↑  Externe Identifikatoren von bzw. Datenbank-Links zu 2,5-Dicarbethoxy-1,4-cyclohexandion:  CAS-Nr.: 787-07-5, EG-Nr.: 212-327-8, ECHA-InfoCard: 100.011.207, PubChem: 95310, Wikidata: Q72462204.